# Bežnisko
Bežnisko este o arie protejată (arie specială de conservare — SAC, sit de importanță comunitară — SCI) din Slovacia întinsă pe o suprafață de 922,31 ha, integral pe uscat.

## Localizare
Centrul sitului Bežnisko este situat la coordonatele 48°31′52″N 17°13′26″E / 48.531134°N 17.223846°E.

## Înființare
Situl Bežnisko a fost declarat sit de importanță comunitară în aprilie 2004 pentru a proteja 8 specii de animale. Situl a fost protejat și ca arie specială de conservare în martie 2004.

## Biodiversitate
Situată în ecoregiunea panonică, aria protejată conține 4 habitate naturale: Pajiști uscate europene, Dune continentale panonice, Păduri stepice euro-siberiene cu Quercus spp., Stepe panonice nisipoase.
La baza desemnării sitului se află mai multe specii protejate:
- păsări (3): presură sură (Emberiza calandra), pietrar sur (Oenanthe oenanthe), mărăcinar negru (Saxicola torquatus)
- mamifere (1): liliac comun (Myotis myotis)
- nevertebrate (4): croitorul mare al stejarului (Cerambyx cerdo), Cucujus cinnaberinus, fluturele de noapte (Eriogaster catax), rădașcă (Lucanus cervus)

Pe lângă speciile protejate, pe teritoriul sitului au mai fost identificate 10 specii de plante, 2 specii de amfibieni, 2 specii de mamifere, 47 de specii de nevertebrate, 4 specii de reptile.